# Station Martigues
Station Martigues is een spoorwegstation in de Franse gemeente Martigues.